# Соколовский уезд
Соколовский уезд — административная единица в составе Седлецкой губернии Российской империи, существовавшая c 1867 года по 1919 год. Административный центр — город Соколов.

## История
Уезд образован в 1867 году в составе Седлецкой губернии Российской империи. В 1919 году преобразован в Соколувский повят Люблинского воеводства Польши.

## Население
По переписи 1897 года население уезда составляло 68 013 человек, в том числе в городе Соколов — 7265 жит.

### Национальный состав
Национальный состав по переписи 1897 года:
- поляки — 58 147 чел. (85,5 %),
- евреи — 8600 чел. (12,6 %),

## Административное деление
В 1913 году в состав уезда входило 12 гмин: 
| - Вырозембы — с. Вырозембы, - Грозов — д. Червонка, - Ковесы — д. Беляны, - Корчев — д. Ласковицы, - Коссов — д. Коссов, - Кудельчин — д. Пржевуски, | - Ольшев — д. Ольшев, - Репки — д. Репки, - Сабне — д. Сабне, - Стердынь — пос. Стердынь, - Хрущевка — д. Хрущевка, - Яблонна — д. Яблонна. |